# Dubovec (Opolské vojvodství)
Dubovec (polsky Dębowiec, německy Eichhäusel) je ves v jižním Polsku, v Opolském vojvodství, v okrese Prudník, ve gmině Prudník.

## Geografie
Ves leží ve Zlatohorské vrchovině při hranicích s Českem. Přes ves protéká řeka Trzebinka, přítok Prudníka.
K sołectwu (starostenství, šoltyství) Dubovec patří Wieszczyna.

## Historie
Vesnice byla založena ve druhé polovině 13. století.
Po válkách o rakouské dědictví (1740–1748) připadla vesnice Prusku, po druhé světové válce se stala součástí Polska.

## Vývoj počtu obyvatel
| Rok  | Počet obyvatel |
| ---- | -------------- |
| 1845 | 84             |
| 1933 | 239            |
| 1939 | 134            |
| 1998 | 90             |

| Rok  | Počet obyvatel |
| ---- | -------------- |
| 2002 | 79             |
| 2009 | 78             |
| 2011 | 78             |
| 2019 | 96             |

## Památky

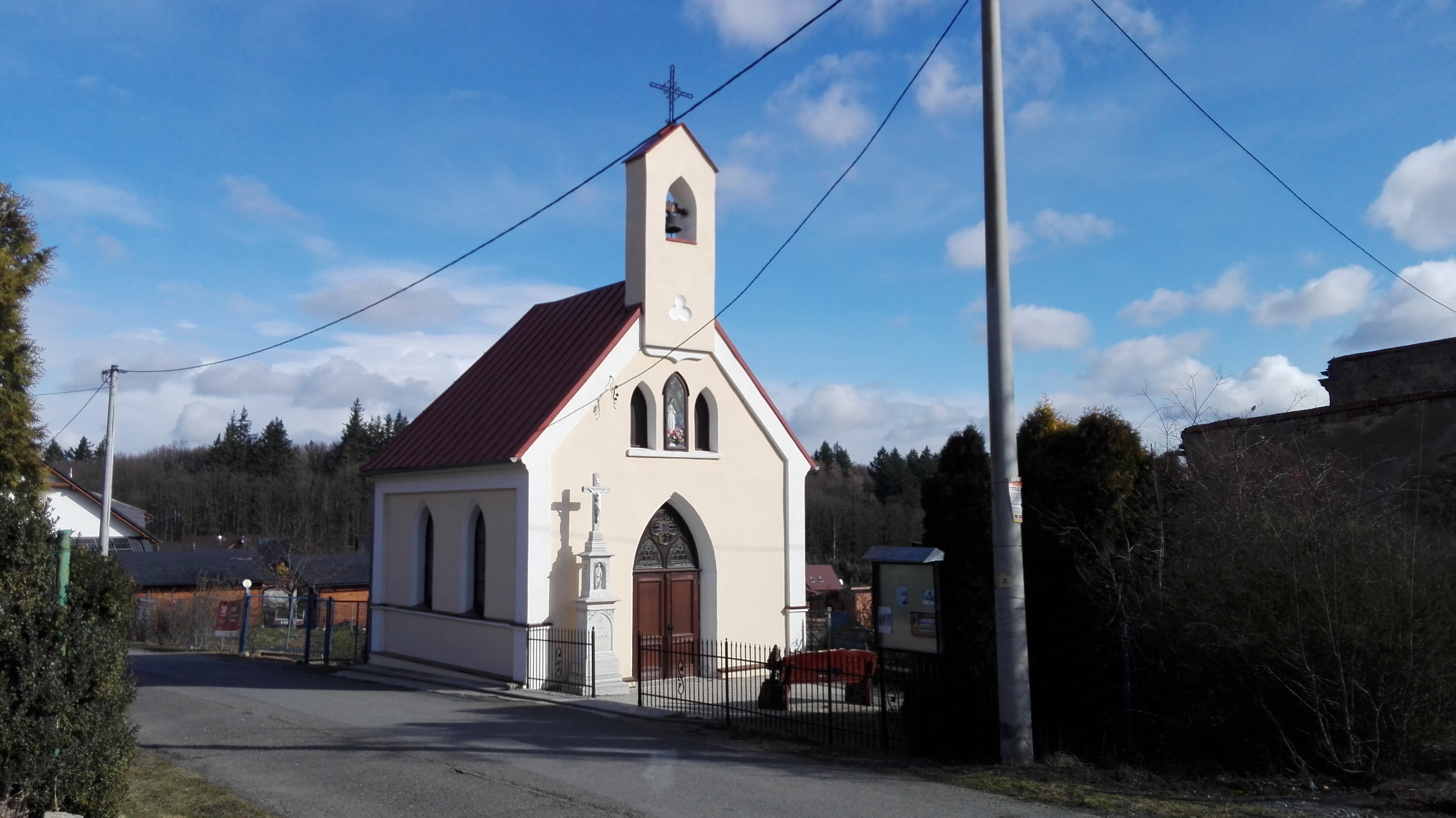
Kaple z XIX. století

- kaple z XIX. století
- kaple z XIX. století (Wieszczyna)